# Sântana
Sântana je rumunské město v župě Arad. V roce 2011 zde žilo 11 428 obyvatel. Administrativní součástí města je i vesnice Caporal Alexa.